# Kathleen Haase
Kathleen Haase (* 25. Juni 1992 in Ludwigsfelde) ist eine ehemalige deutsche Handballspielerin. Die 1,77 m große Kreisläuferin spielte ab der Saison 2010/11 im Bundesligateam des Frankfurter Handball Club.

## Karriere
Begonnen hatte ihre Karriere im Frühjahr 2001 beim SC Trebbin, in dem sie in der Jungs-Trainingsgruppe der Eheleute Griebsch das Einmaleins des Handballs erlernte. Im November 2002 wechselte sie zum Ludwigsfelder Handballclub, wo sie das im Training Gelernte nun auch in Punktspielen einsetzen konnte. Sie gewann mehrere Kreismeistertitel mit ihrer Mannschaft und wurde 2004 zur Sportlerin des Jahres der Stadt Ludwigsfelde gewählt. Im Februar 2005 wechselte sie an die Sportschule Frankfurt (Oder); dort errang sie direkt im ersten Jahr den Landesmeistertitel.
Nach zwei Kreuzbandrissen kämpfte sich Kathleen zurück und wurde 2010 mit dem Juniorteam des Vereins Landesmeister und Landespokalsieger. Im Sommer 2010 schaffte sie den Sprung in den Bundesligakader des Frankfurter Handball-Clubs, in dem sie zu regelmäßigen Einsätzen kam.
Nach einem erneuten Anriss des bereits operierten Kreuzbandes im linken Knie musste die 19-Jährige im November 2011 ihre aktive Karriere beenden.